# Jinbei Haise X30L
Jinbei Haise X30L (海狮X30L) — 7-місний фургон, що випускається китайським автовиробником Brilliance Auto під маркою Jinbei. 

## Огляд
Заснований на тій же платформі, що й Jinbei Haixing X30, Jinbei Haise X30L був випущений Brilliance Auto в грудні 2015 року. 
Створений компанією Brilliance Xinyuan Chongqing Auto (华晨鑫源), філією Brilliance Auto в Чунціні, Jinbei Haise X30L пропонувався з варіантами двигунів, включаючи 1,3-літровий чотирирядний бензиновий двигун DLCG12, 1,5-літровий чотирирядний бензиновий двигун SWC15M та 1,5-літровий рядний чотирициліндровий бензиновий двигун DLCG14, усі двигуни поєднані з 5-ступінчастою механічною коробкою передач. Ціни на Jinbei X30 коливаються від 35 000 до 46 800 юанів. 

## Jinbei Haise S
Jinbei Haise S — це оновлена версія Jinbei Haise X30L. Haise S має оновлений передню частину зі зміною решітки радіатора в стилі BMW від X30L. Варіанти двигунів включають 1,5-літровий двигун і 1,6-літровий двигун, обидва двигуни поєднані з 5-ступінчастою механічною коробкою передач. Ціни на Jinbei Haise S варіюються від 50 800 до 56 800 юанів. 

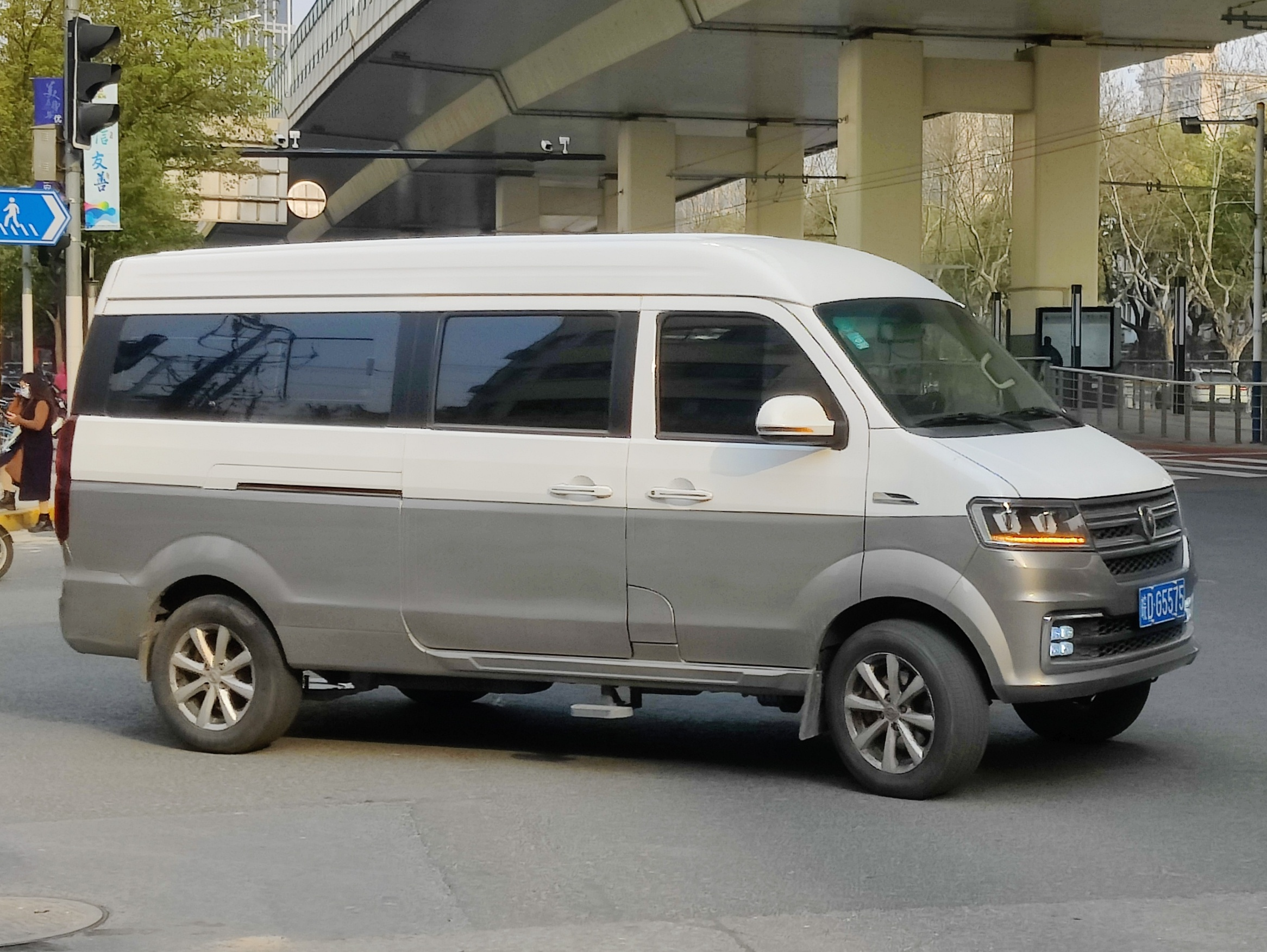
Jinbei Haise S
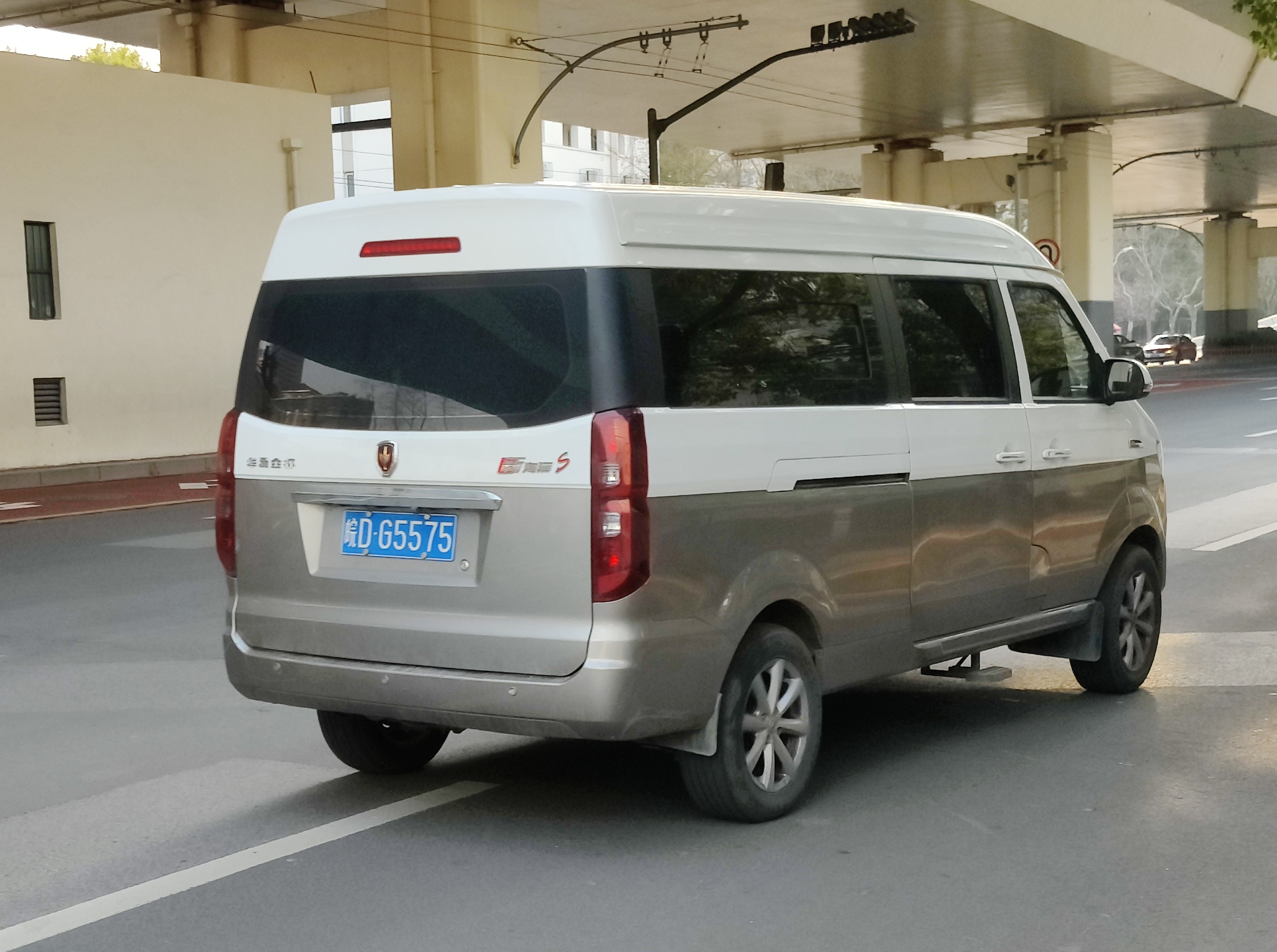
Jinbei Haise S

## Варіанти пікапа
Haise X30L також породив кілька версій пікапа з 2-дверною моделлю під назвою Jinbei T30 і 4-дверною кабіною для екіпажу під назвою Jinbei T32. Важкі версії пікапа з подвійною системою також доступні з 2-дверною моделлю під назвою Jinbei T50 і 4-дверною кабіною екіпажа під назвою Jinbei T52. Більш престижний Jinbei Haise S породив 2-дверний пікап Jinbei S30 і 4-дверну кабіну Jinbei S32. У лютому 2023 року 2-дверний пікап Jinbei S30 було перезапущено як Jinbei Jinka S2.  

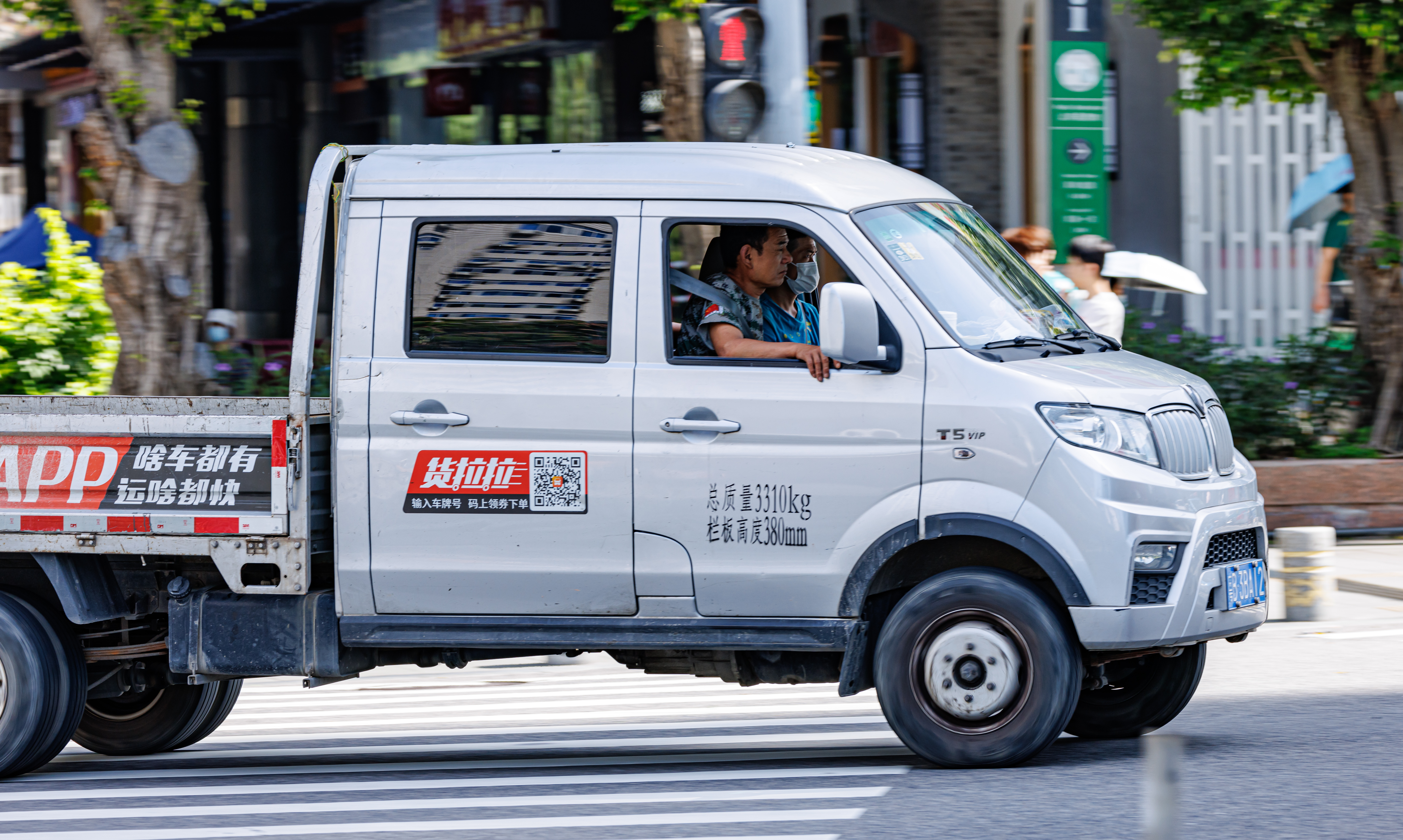
Jinbei T50

## SRM Shineray X30L/ SRM Shineray X30LEV/ SRM Shineray Haoyun No.1/ Hangtianshenzhou Automobiles DST Shenzhou No.5
SRM Shineray X30L — це перероблена версія Jinbei Haise X30L зі значком SRM Shineray від Brilliance Xinyuan Chongqing Auto. SRM Shineray X30LEV — це електричний варіант, а SRM Shineray Haoyun No.1 — електричний панельний варіант. SRM Shineray X30LEV оснащений акумулятором ємністю 49,1 кВт-год, а запас ходу на електротязі становить 305 км. Панельний фургон SRM Shineray Haoyun No.1 оснащений акумулятором ємністю 49,1 кВт-год, а запас ходу на електротязі становить 285 км. 

## Dongfeng EM13
Dongfeng EM13 — це електричний панельний фургон зі зміненою маркою, який використовує ту саму платформу, що й Jinbei Haise X30L, що випускається з 2018 року. Розміри точно такі ж, як у Jinbei Haixing X30L із назвами моделей DFA5030XXYABEV і DFA5030XXYABEV1. Вантажопідйомність Dongfeng EM13 DFA5030XXYABEV становить 1440 кг із місткістю 2 пасажирів. Вантажопідйомність Dongfeng EM13 DFA5030XXYABEV1 становить 860 кг із місткістю 2+0,3 пасажира. В обох моделях Dongfeng EM13 використовуються двигуни синхронізації з постійними магнітами з параметрами двигуна 40/75 кВт і 72/165 Нм. Запас ходу може перевищувати 220 км. 

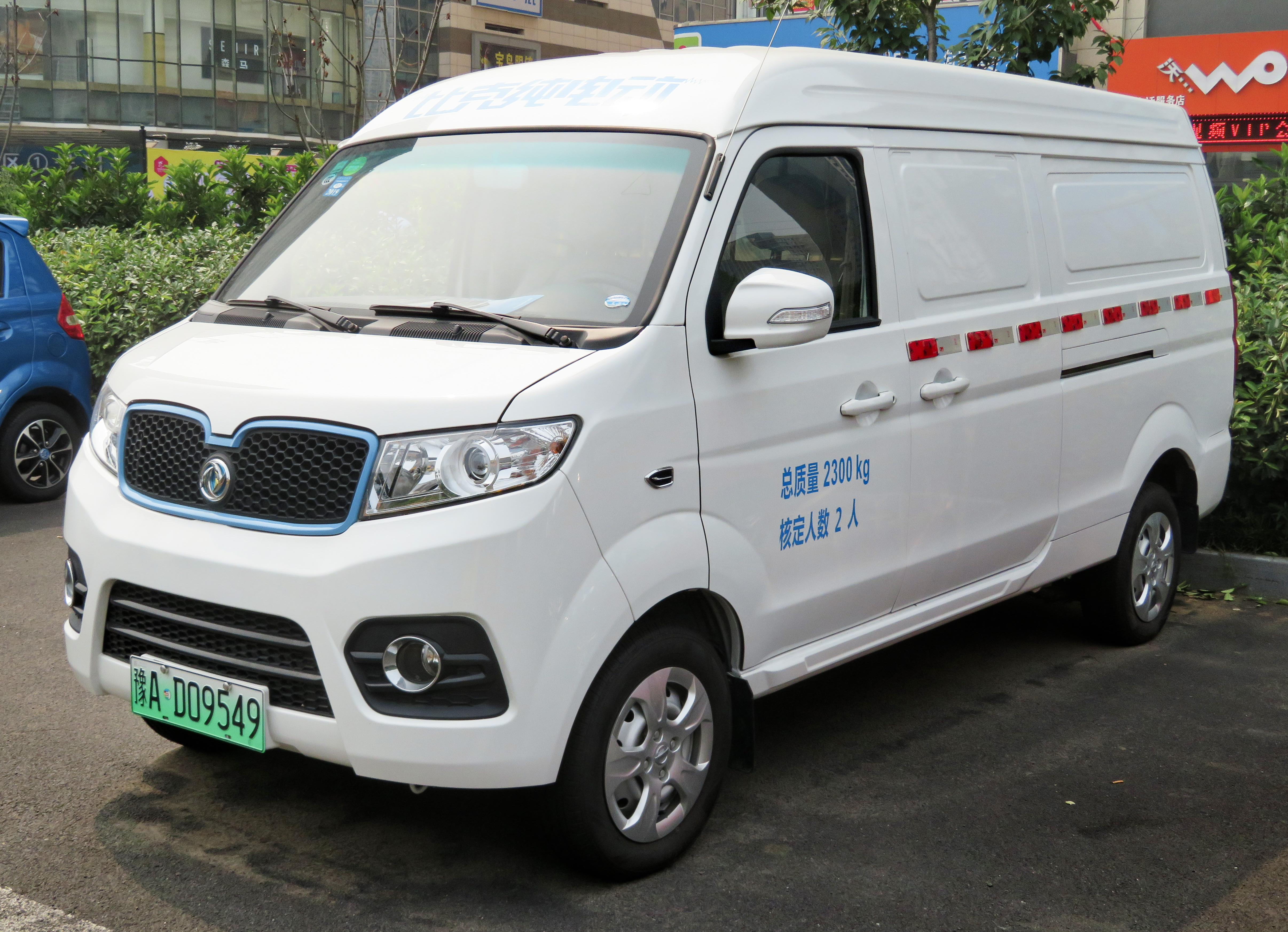
Dongfeng EM13
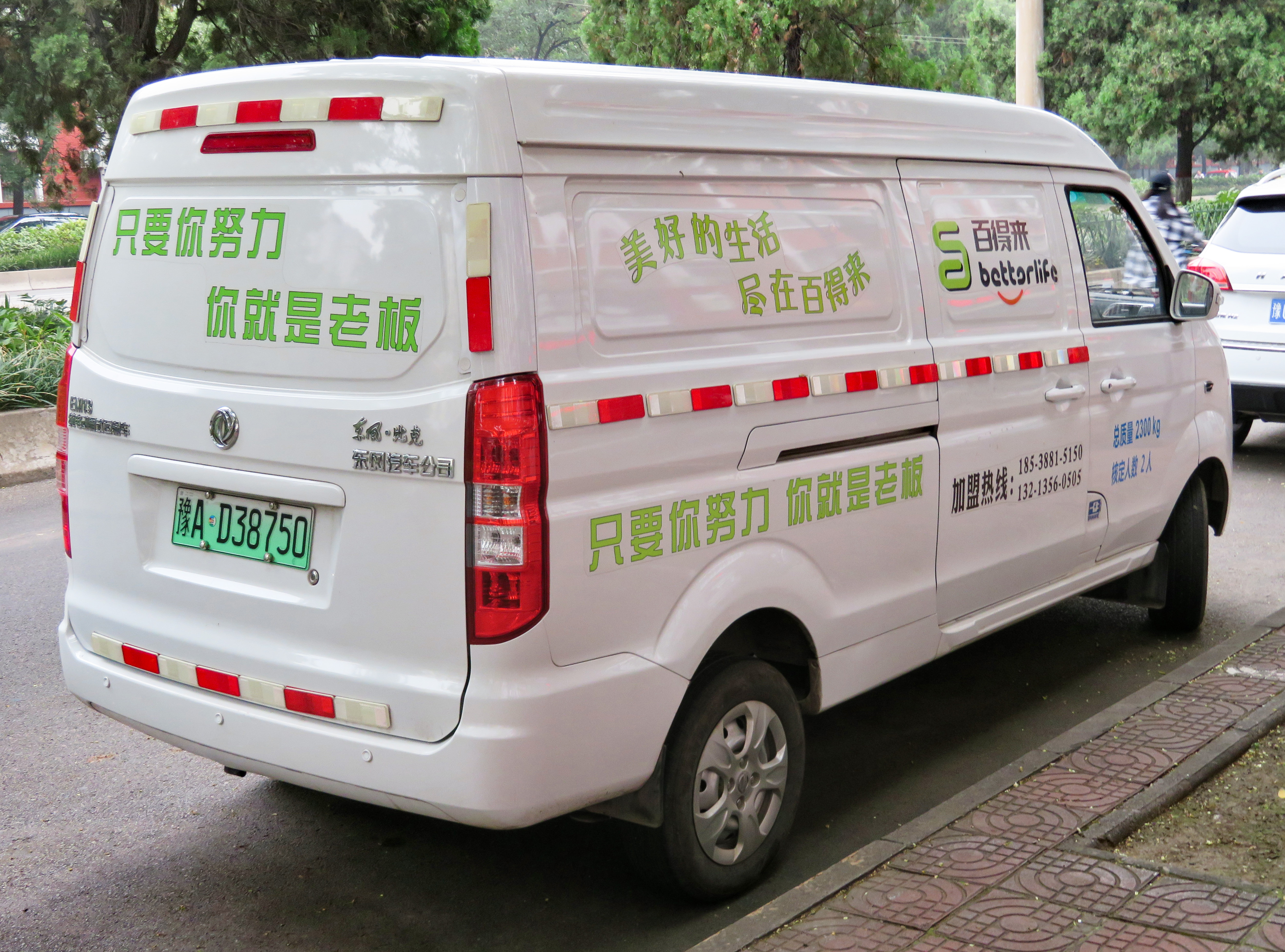
Dongfeng EM13

## Farizon E5L
Farizon E5L — це електричний панельний фургон від Geely зі зміненою маркою під брендом Farizon, що використовує платформу X30L. Менші моделі Farizon E5 засновані на Gonow Way CL, тоді як моделі Farizon E5L — перейменовані Haise X30L. Станом на 2020 рік доступний лише E5L. E5L має розсувні бічні двері. 

E5L приводиться в рух заднім двигуном потужністю 60 кВт, який розвиває 82 к.с. і 220 Нм, що приводить в дію задні колеса. Максимальна швидкість становить 90 км/год, а батарея доступна як батарея Guoxuan ємністю 39,9 кВт-год і батарея CATL ємністю 41,86 кВт-год, причому обидві батареї здатні забезпечити запас ходу 280 км. 

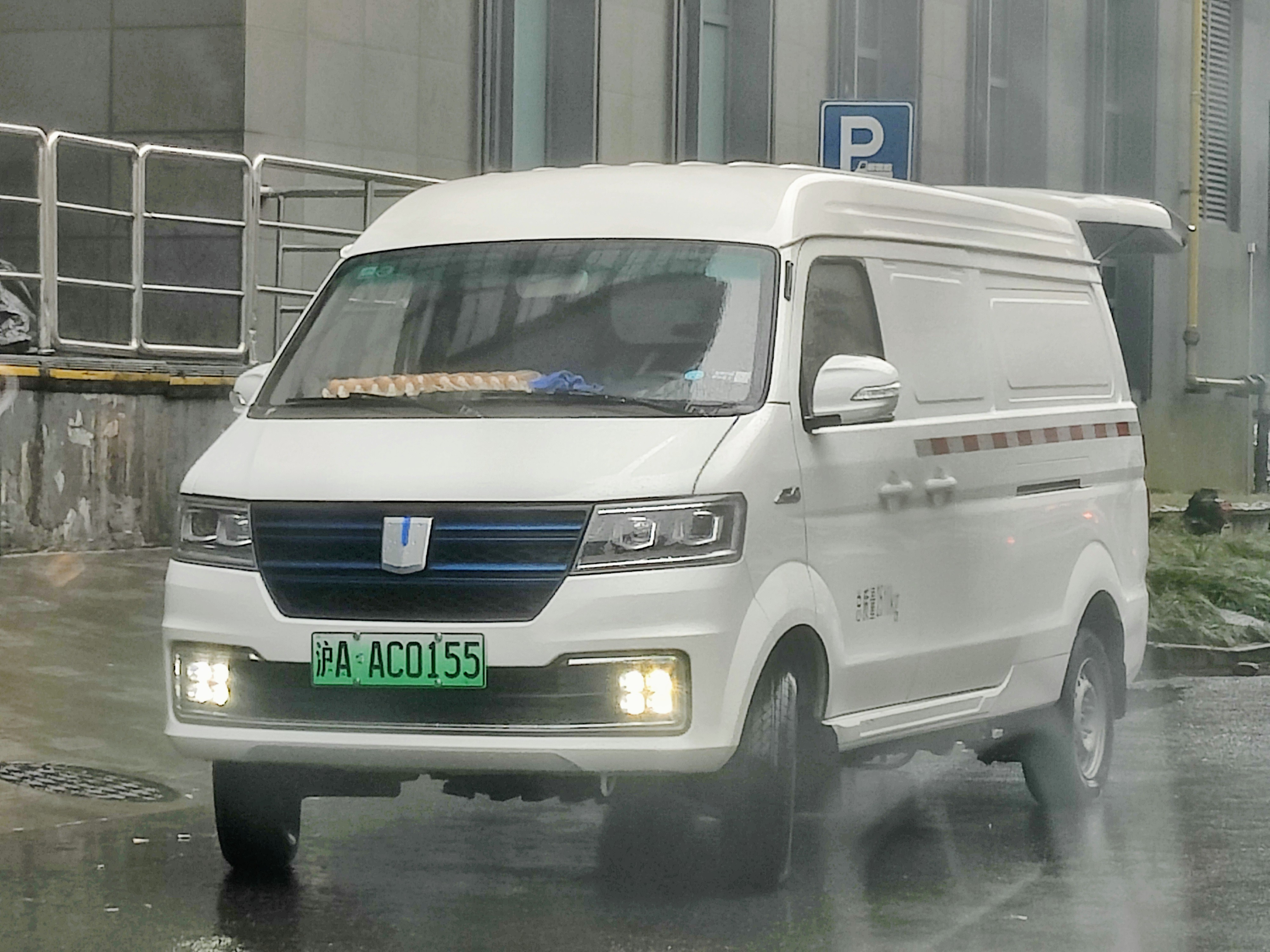
Farizon E5L
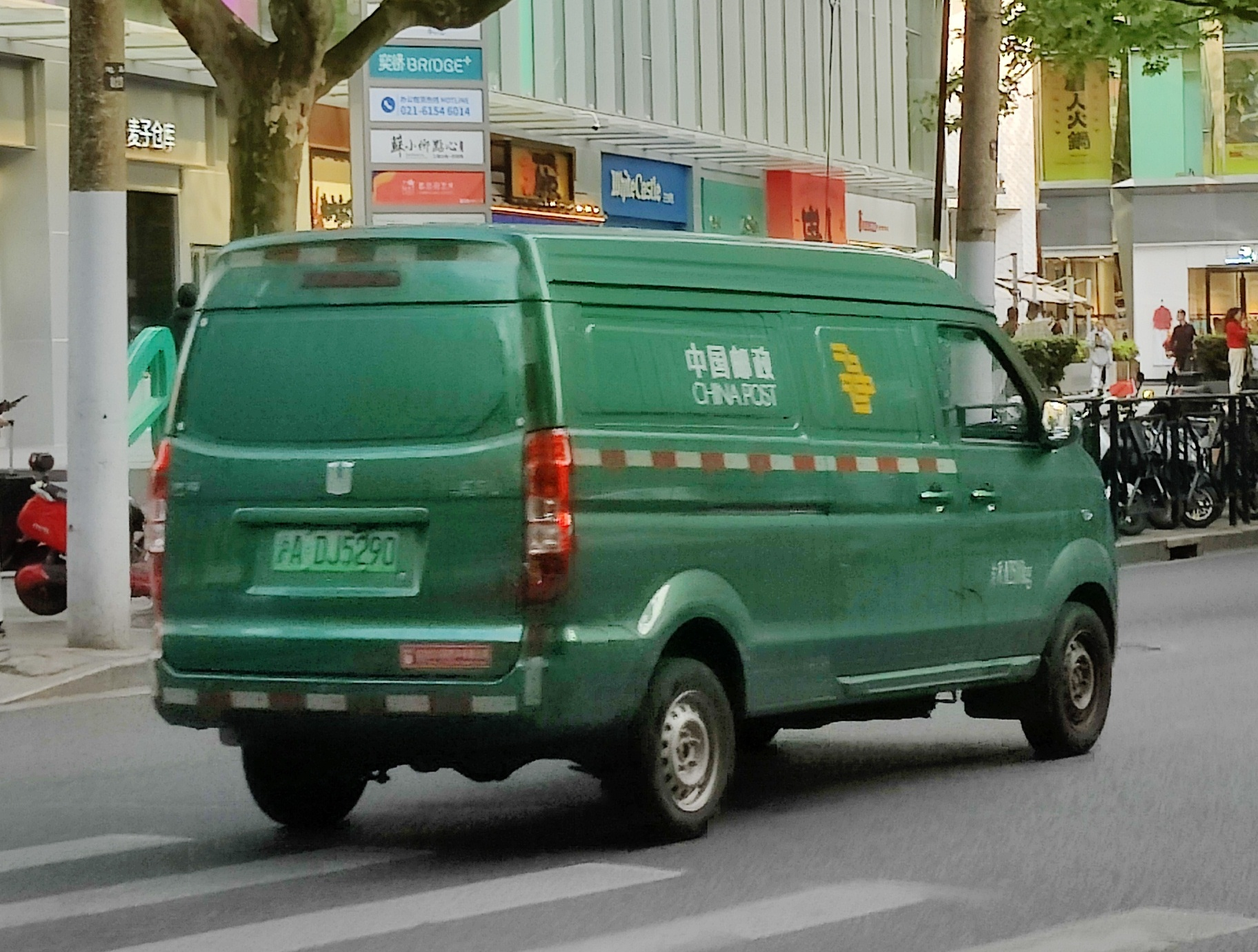
Farizon E5L

## Ankai T3 й Ankai Kuaileyun
Ankai T3 й Ankai Kuaileyun (安凯快乐运) — це варіанти електричних панельних фургонів зі зміненою маркою на основі Haise X30L від Ankai. Максимальна вихідна потужність Ankai Kuaileyun становить 60 кВт з максимальним крутним моментом 220 Н·м. Акумулятори поставляються компанією CATL, а максимальний запас ходу на повному заряді становить 290 км. 

## Esemka Bima
Індонезійський виробник Esemka змінив марку SRM Shineray X30LEV і продає як Bima EV, а Jinbei T30 — як пікап Bima 1.3. Він дебютував на Індонезійському міжнародному автосалоні 2023 року. 